# Кантемир (притока Сарати)
Кантемир, Вале Кантемир — балка (річка) в Україні у Білгород-Дністровському районі Одеської області. Права притока річки Сарати (басейн Чорного моря).

## Опис
Довжина річки приблизно 14,94 км, найкоротша відстань між витоком і гирлом — 12,75 км, коефіцієнт звивистості річки — 1,17. Формується декількома струмками та загатами. На деяких ділянках балка пересихає.

## Розташування
Бере початок на південно-східній стороні від села Старосілля. Тече переважно на південний схід через населені пункти Пасічне, Кам'янку, Мирнопілля і впадає в річку Сарату, що впадає в озеро-лиман Сасик.

## Цікаві факти
- На річці існують природні джерела[1].